# Prorella insipidata
Prorella insipidata är en fjärilsart som beskrevs av Richard F. Pearsall 1910. Prorella insipidata ingår i släktet Prorella och familjen mätare. Inga underarter finns listade i Catalogue of Life.